# Studenckie Koła Przewodnickie
Studenckie Koła Przewodnickie zaczęły powstawać w latach 50. by szkolić kadrę do prowadzenia górskich obozów wędrownych w środowisku akademickim. Obecnie istnieje 13 studenckich kół przewodnickich.

## Historia
Jako pierwsze powstało SKPG Kraków (1955), kolejnymi były SKPS Wrocław (1957), SKPB Warszawa (1957), SKPB Katowice (1963), SKPG "Harnasie" Gliwice (1967) i in. Podział na "strefy zainteresowania" odbył się po pierwszym kursie przewodnickim, zorganizowanym w 1956 r. w Michałowicach (Karkonosze). Przewodnicy z Wrocławia objęli Sudety, z Katowic – zachodnią część Beskidów (Beskid Śląski, Żywiecki i Mały), z Krakowa – środkową część Beskidów (Beskid Makowski, Sądecki, Wyspowy i Gorce) oraz Tatry, z Warszawy zaś wschodnią część polskich Beskidów (Beskid Niski i Bieszczady), Góry Świętokrzyskie oraz Pojezierze Mazurskie. Podział ten jest w pewnym stopniu widoczny do dziś, m.in. po lokalizacji baz namiotowych, chatek studenckich i głównych rajdów.
Już na początku istnienia kół ruszyła najbardziej masowa forma turystyki – rajdy górskie. Pierwszy odbył się w 1956 r. Środowiskowy Babiogórski Rajd Studentów. W latach największej popularności (przełom lat 60. i 70. XX w.), w rajdach uczestniczyło po kilka tysięcy osób, zaś w celu zabezpieczenia ich uczestnikom powrotu zamawiane były w PKP specjalne pociągi turystyczne. Obecnie na największych rajdach jest kilkuset uczestników. Równolegle w okresie letnim przewodnicy zrzeszeni w kołach organizowali i prowadzili dwutygodniowe obozy wędrowne, firmowane formalnie przez agencje BPiT "Almatur". Każde z kół prowadziło od kilkunastu do kilkudziesięciu 20-osobowych turnusów dla studentów, początkowo na terenie Polski, od końca lat 60. również w Czechosłowacji, Rumunii, Bułgarii i in.
Uprawnienia "przewodnika studenckiego" uzyskiwano po ukończeniu ok. rocznego szkolenia oraz zdaniu egzaminów (teoretycznych i praktycznego) przed komisjami egzaminacyjnymi, powoływanymi w poszczególnych kołach. Od 1963 członkowie kół studenckich z takimi "wewnętrznymi" uprawnieniami uzyskali możliwość zdobywania państwowych uprawnień przewodnickich (zdając egzamin "państwowy" jako eksterni).
W 1967 SKPG Kraków wprowadziło trójkątną "blachę" przewodnicką, wkrótce swoje blachy wprowadziły pozostałe koła (z wyjątkiem SKPŚ Warszawa). Inny atrybut przewodnika studenckiego to strój – jest nim sweter kołowy (od lat 90. zastąpiony przez polar), w zależności od koła różni się kolorem (czerwony, granatowy, szary, zielony) i umieszczonym na nim wzorem (dwukolorowe paski, parzenica). Przewodnicy SKPB Warszawa jako jedyni noszą płócienną, brązową bluzę (od 1992 także czerwony polar).
Zarząd Główny PTTK powołał do życia Radę Przewodnictwa Studenckiego (RPS), która między innymi rozdzielała pomiędzy koła dofinansowania na wyjazdy zagraniczne. Obecnie RPS nie rozdziela już żadnych dotacji i służy wyłącznie wymianie informacji pomiędzy kołami. Przedstawiciele kół spotykają się dwa razy do roku – wiosną i jesienią.
Obecnie koła organizują kursy przewodnickie, obozy wędrowne, rajdy, wycieczki weekendowe, prowadzą chatki studenckie, bazy namiotowe, działalność wydawniczą i inne. Po kursach przewodnickich w studenckich kołach przewodnickich zostaje się studenckim przewodnikiem turystycznym lub górskim; należy jednak zaznaczyć, że jest to funkcja prestiżowa, wewnętrzna (tzn. respektowana w obrębie kół przewodnickich lub zwyczajowo także innych studenckich organizacji turystycznych) i społeczna, natomiast przewodnik studencki nie ma uprawnień przewodnika turystycznego ("państwowego"). Niemniej kursy przewodnickie w tych organizacjach są niejednokrotnie jednymi z nielicznych uprawnionych do przygotowywania kandydatów przed egzaminami państwowymi.

## Lista kół
- 1955: Studenckie Koło Przewodników Górskich w Krakowie[4]
- 1957: Studenckie Koło Przewodników Sudeckich we Wrocławiu[5]
- 1957: Studenckie Koło Przewodników Beskidzkich w Warszawie[6]
- 1963: Studenckie Koło Przewodników Beskidzkich w Katowicach[7]
- 1967: Studenckie Koło Przewodników Górskich "Harnasie" w Gliwicach[8]
- 1969: Studenckie Koło Przewodników Świętokrzyskich w Warszawie[9]
- 1970: Studenckie Koło Przewodników Beskidzkich w Rzeszowie[10]
- 1971: Studenckie Koło Przewodników Beskidzkich w Lublinie[11]
- 1971: Studenckie Koło Przewodników Turystycznych w Gdańsku[12]
- 1976: Studencki Klub Górski w Warszawie[13]
- 1981: Studenckie Koło Przewodników Beskidzkich w Łodzi[14]
- 1987: Akademickie Koło Przewodników Tatrzańskich w Krakowie[15]
- 1993: Akademickie Koło Przewodników Górskich w Bielsku-Białej[16]
- 2008: Studenckie Koło Przewodników Turystycznych przy OM PTTK w Warszawie[17]